# Onderwijs in Vlaanderen
Het onderwijs in Vlaanderen is sedert de derde staatshervorming van 1988 met ingang van 16 januari 1989 de exclusieve bevoegdheid van de Vlaamse Gemeenschap, voor Vlaanderen en Nederlandstalig Brussel. 
De leerplicht, die een federale bevoegdheid is gebleven, geldt voltijds vanaf 1 september van het kalenderjaar waarin de leerling 5 jaar wordt. Deze leerplicht duurt in de regel 12 leerjaren (zes jaar lager onderwijs en zes jaar secundair onderwijs). Vanaf 15 jaar kan ook aan de leerplicht worden voldaan in deeltijdse leersystemen DBSO en Middenstandsopleiding. Deze leerplicht komt niet overeen met schoolplicht. Kenmerkend voor het onderwijs in Vlaanderen is  de indeling in onderwijsnetten en de bevordering van de gelijke onderwijskansen (GOK). Daarnaast heerst er in België het principe van de vrijheid van onderwijs. Dit betekent dat ieder vrij is om zijn onderwijs in te richten. Wel voorziet de Vlaamse overheid voorwaarden om erkenningsbewijzen uit te delen en het onderwijs te subsidiëren . Deze vrijheid van onderwijs staat vermeld in artikel 17 in de allereerste Belgische Grondwet van 1831.

## Structuur
- Basisonderwijs (BO)
  - Gewoon basisonderwijs (GBO)
    - Kleuteronderwijs (KO)
    - Lager onderwijs (LO)

  - Buitengewoon basisonderwijs (BuBO)
- Secundair onderwijs (SO)
  - Gewoon secundair onderwijs (GSO)
    - Middenschool
    - Algemeen secundair onderwijs (aso)
    - Kunstsecundair onderwijs (kso)
    - Technisch secundair onderwijs (tso)
    - Beroepssecundair onderwijs (bso)
    - Deeltijds beroepssecundair onderwijs (dbso)

  - Buitengewoon secundair onderwijs (buso)
  - Onthaalklas voor anderstalige nieuwkomers (OKAN)
- Examencommissie
- Hoger onderwijs (HO)
  - Hogeschool
  - Universiteit
- Volwassenenonderwijs

## Onderwijsnetten

### Het officieel onderwijs
Het officieel onderwijs is het onderwijs georganiseerd door de openbare machten. Er zijn drie officiële gesubsidieerde onderwijsnetten in Vlaanderen. Typisch aan het officiële onderwijs is het feit dat men kan kiezen welke levensbeschouwelijke visie of godsdienst men volgt. Men heeft steeds de keuze tussen alle in Vlaanderen (België) erkende godsdiensten.

#### Het Gemeenschapsonderwijs (GO!)
Deze scholen werden vroeger de staatsscholen of rijksscholen genoemd. Zij worden ingericht door de Vlaamse gemeenschap, die daarvoor een Raad voor het Gemeenschapsonderwijs (RAGO) heeft opgericht. Zij communiceren als GO! onderwijs en bedienen zo'n 15 à 20% van de Vlaamse schoolbevolking.

#### Het provinciaal onderwijs
De provinciescholen hebben de Provinciebesturen als inrichtende macht en vormen samen de onderwijskoepel Provinciaal Onderwijs Vlaanderen (POV). De scholen volgen hetzelfde leerplan als het gemeenschapsonderwijs.

#### Het gemeentelijk onderwijs
Dit zijn scholen die ingericht worden door de gemeentebesturen en samen de onderwijskoepel Onderwijssecretariaat van de Steden en Gemeenten van de Vlaamse Gemeenschap (OVSG) vormen. De scholen beslissen onafhankelijk welk leerplan er gevolgd wordt.

### Vrij onderwijs

#### Het confessioneel vrij onderwijs
Het confessioneel vrij onderwijs is onderwijs dat geïnspireerd is door een levensbeschouwelijke visie. Het grootste (vrije) net in Vlaanderen is het Katholiek Onderwijs Vlaanderen. Daarnaast zijn er ook de onderwijskoepels School met de Bijbel (protestants) en Jesjiva (joods). In deze scholen is de keuze van levensbeschouwelijke vakken niet vrij: het is automatisch de levensbeschouwing van het net waarvoor men kiest. De scholen werken met netgebonden leerplannen en onderwijsmethoden. Zolang ze aan de inrichtingsvoorwaarden van de Vlaamse gemeenschap voldoen, krijgen ook deze scholen subsidies voor personeels- en werkingskosten.

#### Het niet-confessioneel vrij onderwijs
Ook tot het vrij onderwijs behoren sommige "methodescholen", zoals de steinerscholen, freinetscholen en montessorionderwijs. Deze scholen kiezen voor cultuurbeschouwing, met oog voor de verschillende levensbeschouwingen. Ook deze scholen worden gesubsidieerd zolang ze aan de inrichtingsvoorwaarden van de Vlaamse gemeenschap voldoen.

## Kwaliteit
De onderwijsbevoegdheid is van de Belgische federale overheid overgedragen aan de Vlaamse overheid in 1988. Sinds 2000 organiseert OESO elke drie jaar een grootschalige, internationaal vergelijkende studie PISA. Bij deze studies werd telkens aangetoond dat de Vlaamse jongeren tot de wereldtop behoren wat betreft wiskundige en wetenschappelijke geletterdheid en leesvaardigheid. Ook scoort Vlaanderen opvallend beter dan andere deelstaten van België. Dit is een van de redenen waarom aan de grens wonende Nederlanders, wiens onderwijs grotendeels ondermaats scoort ten opzichte van Vlaanderen, met duizenden (meer dan 16.000 in 2018) in Vlaamse scholen ingeschreven zijn. Ook Walen kiezen steeds vaker voor het Vlaamse onderwijs.
Volgens OESO scoort het Vlaams onderwijs mager als het gaat over ongekwalificeerde uitstroom of de doorstroming van allochtone leerlingen daardoor worden heel wat leerlingen uitgestoten. Voor hen bestaat er geen vangnet om hen te laten bijbenen, zoals dat in Finland bijvoorbeeld heel sterk aanwezig is. Dat zoveel jongeren zonder diploma op de arbeidsmarkt terechtkomen, heeft onder meer te maken met het 'watervalsysteem'. Een gebrekkige studie-oriëntatie en vooroordelen tegenover technisch en beroepsonderwijs zorgen ervoor dat ouders hun leerlingen vaak eerst in het aso dwingen. Als blijkt dat ze daar niet op hun plaats zitten, blijft men vaak eerst zitten, of zakt men af naar het technisch of beroepsonderwijs. In Vlaanderen blijft één op vijf leerlingen minstens eenmaal zitten in het basis- of middelbaar onderwijs, wat dubbel zo veel is als het gemiddelde percentage zittenblijvers in de hele OESO-regio . Leerlingen voelen dat aan alsof ze gefaald hebben, met heel wat gedemotiveerde scholieren tot gevolg. Dit "watervalsysteem" heeft ook veel te maken met het wettelijk en emotioneel onderscheid dat in België nog altijd bestaat tussen arbeiders en bedienden.